# دوري ماكاو لكرة القدم 2005
دوري ماكاو لكرة القدم 2005 هو موسم من دوري ماكاو لكرة القدم. كان عدد الأندية المشاركة فيه 8، وفاز فيه Polícia de Segurança Pública (football) ‏.